# Christian Magdalus Thestrup Cold (Politiker)

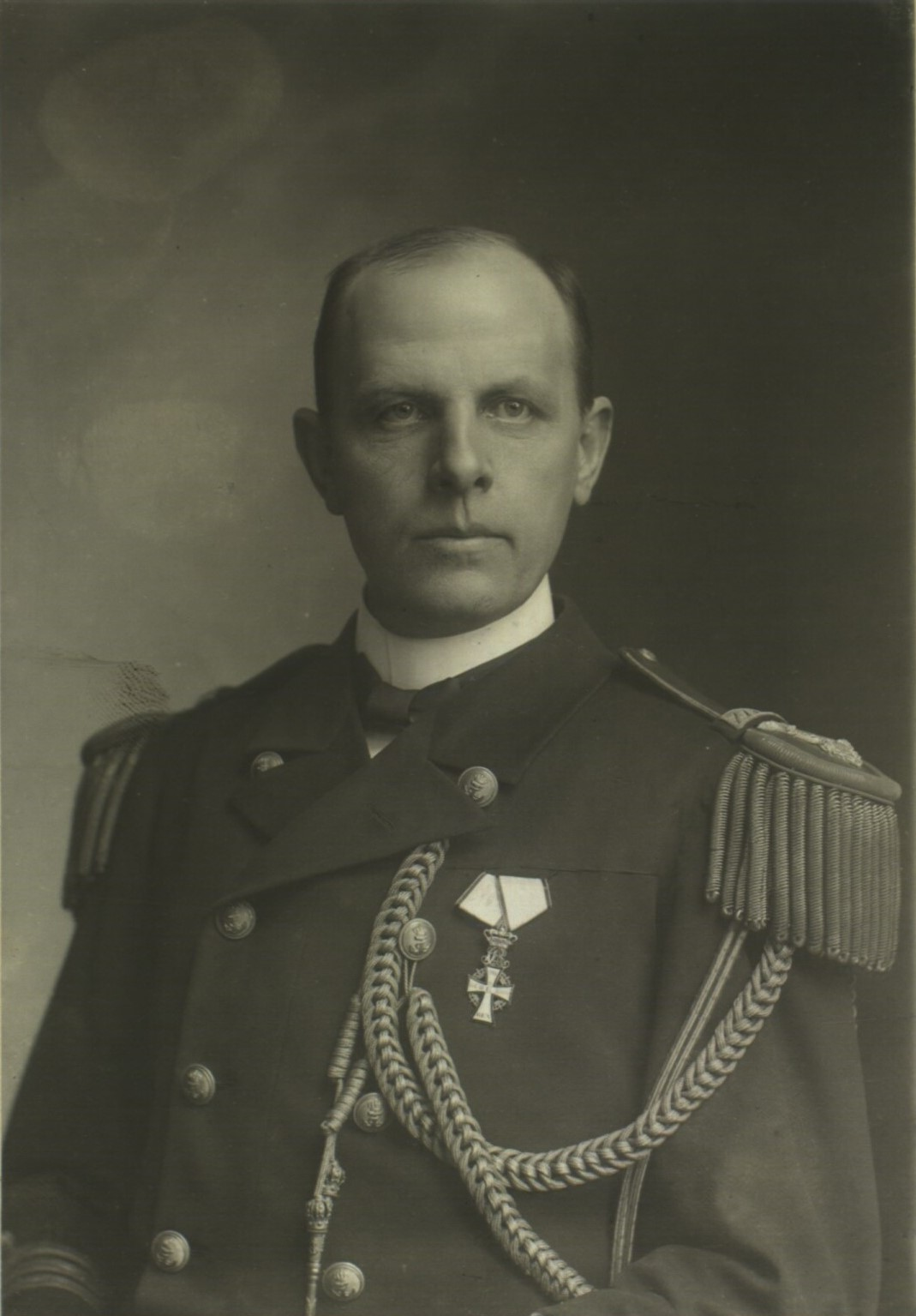
C.M.T. Cold

Christian Magdalus Thestrup Cold (* 10. Juni 1863 in Frederiksberg, Kopenhagen; † 7. Dezember 1934 in Kopenhagen) war ein dänischer Seeoffizier und Politiker. Zudem diente er seinem Land als Generalgouverneur in Dänisch-Westindien und Außenminister.

## Leben
1879 wurde Cold Kadett, 1883 Sekondeleutnant, 1885 Premierleutnant, 1901 Kapitän. Nach verschiedenen Kreuzfahrten, u. a. mit dem Schoner Fylla bei Grönland 1886, war er von 1887 bis 1891 in russischen Diensten, hauptsächlich in ostasiatischen Gewässern. 1891 bis 1894 war er Schuloffizier an der Unteroffiziersschule der dänischen Marine und 1895 bis 1897 Vorsitzender der Søe-Lieutenant-Selskabet. Zur Ostasiatischen Kompanie wurde er teils wegen seines Ansehens, teils wegen seiner Erfahrungen in ostasiatischen Gewässern berufen. 1889 bis 1901 war er Führer des ersten großen Dampfschiffes der Kompanie. 1901 bis 1905 tat er Dienst im Stab des Marineministeriums. 1905 wurde er Generalgouverneur in Dänisch-Westindien.
Vom 9. Oktober 1922 bis zum 23. April 1924 war Cold Außenminister im Kabinett Neergaard III.